# Ken Fletcher
Kenneth Norman Fletcher (15 de junio de 1940 - 11 de febrero de 2006) fue un jugador de tenis australiano recordado por su buen desempeño en la modalidad de dobles y por haber alcanzado la final del Campeonato Australiano en 1963. Formó, junto a Margaret Smith Court, la única pareja de la historia en conquistar un Grand Slam de temporada (esto es ganar los 4 Grand Slam en la misma temporada) en la modalidad de dobles mixto en 1963.

## Torneos de Grand Slam

### Finalista Individuales (1)
| Año  | Torneo                 | Oponente en la final | Resultado   |
| 1963 | Campeonato Australiano | Roy Emerson          | 3-6 3-6 1-6 |

### Campeón Dobles (2)
| Año  | Torneo             | Pareja        | Oponentes en la final          | Resultado       |
| 1964 | Campeonato Francés | Roy Emerson   | John Newcombe / Tony Roche     | 6-3 6-4         |
| 1966 | Wimbledon          | John Newcombe | William Bowrey / Owen Davidson | 6-3 6-4 3-6 6-3 |

### Finalista Dobles (7)
| Año  | Torneo                 | Pareja        | Oponentes en la final      | Resultado             |
| 1963 | Campeonato Australiano | John Newcombe | Bob Hewitt / Fred Stolle   | 2-6 6-3 3-6 6-3 3-6   |
| 1964 | Campeonato Australiano | Roy Emerson   | Bob Hewitt / Fred Stolle   | 4-6 5-7 6-3 6-4 12-14 |
| 1964 | Wimbledon              | Roy Emerson   | Bob Hewitt / Fred Stolle   | 5-7 9-11 4-6          |
| 1965 | Campeonato Francés     | Bob Hewitt    | Roy Emerson / Fred Stolle  | 8-6 3-6 6-8 2-6       |
| 1965 | Wimbledon              | Bob Hewitt    | John Newcombe / Tony Roche | 5-7 3-6 4-6           |
| 1967 | Campeonato Francés     | Roy Emerson   | John Newcombe / Tony Roche | 3-6 7-9 10-12         |
| 1967 | Wimbledon              | Roy Emerson   | Bob Hewitt / Frew McMillan | 2-6 3-6 4-6           |